# Umbilicaria laevis
Umbilicaria laevis är en lavart som först beskrevs av Schaer., och fick sitt nu gällande namn av Frey. Umbilicaria laevis ingår i släktet Umbilicaria och familjen Umbilicariaceae.   Inga underarter finns listade i Catalogue of Life.